# 林讷
林讷（德語：Lünne，發音：[ˈlʏnə]）是德国下萨克森州埃姆斯兰县的市镇，面积30.26平方千米，2023年12月31日人口为2,111人。